# Igor Cecocho
Igor Cecocho [Игорь Цецохо] (ur. 9 sierpnia 1958 w Mińsku) – białoruski trębacz na stałe mieszkający w Polsce.

## Życiorys
Igor Cecocho rozpoczął naukę muzyczną w Republikańskiej Szkole Muzyki i Sztuk Pięknych w Mińsku, gdzie uczył się gry na trąbce w klasie 1 trębacza Narodowej Filharmonii w Mińsku – Jozefa Zlatkina. W wieku 13 lat zdobył swoje pierwsze laury na konkursie ogólnokrajowym w Białorusi. Po skończeniu nauki w Republikańskiej Szkole Muzyki i Sztuk Pięknych, w 1976 roku rozpoczął studia na Białoruskiej Państwowej Akademii Muzycznej w Mińsku w klasie trąbki Profesora Nikolaja Wołkowa. W latach 1986–1988 odbył studia doktoranckie na tejże uczelni. Jest zdobywcą II Nagrody oraz Nagrody Specjalnej w Międzynarodowym Konkursie Wykonawców Instrumentów Dętych Blaszanych w Daugavpils (Łotwa) w 1983 roku.
W latach 1977–1979 był solistą w Orkiestrze Symfonicznej Białoruskiego Radia i Telewizji. Kolejnym etapem w jego karierze było objęcie w 1979 roku stanowiska solisty, a następnie kierownika sekcji trąbek w Orkiestrze Symfonicznej Teatru Wielkiego w Mińsku. To stanowisko zajmował do 1990 roku. W międzyczasie rozpoczął także pracę pedagogiczną jako wykładowca klasy trąbki w Białoruskiej Państwowej Akademii Muzycznej w Mińsku, gdzie pracował w latach 1986–1990. W roku 1990 na zaproszenie rektora Akademii Muzycznej we Wrocławiu przyjechał do Polski i objął prowadzenie klasy trąbki na tejże uczelni. Z Akademią Muzyczną we Wrocławiu Igor Cecocho jest związany do dzisiaj, obecnie piastując stanowisko profesora zwyczajnego (od 2002 r.). W latach 1992–2006 artysta był solistą Filharmonii Wrocławskiej, a od 2006 prowadzi klasę trąbki w Akademii Muzycznej w Łodzi. Profesor Igor Cecocho za swoje dokonania otrzymał w 2008 roku odznakę honorową “Zasłużony dla kultury Polskiej”, Brązowy Medal “Zasłużony Kulturze Gloria Artis” w 2017 roku oraz “Srebrny Krzyż” Zasługi w 2019 roku.
Studia pod jego kierunkiem ukończyło ponad 70 absolwentów. Wśród wychowanków są laureaci konkursów krajowych i międzynarodowych, m.in.:
- Łukasz Gothszalk – solista
- Sławomir Cichor – pierwszy trębacz Filharmonii Łódzkiej i profesor w Akademii Muzycznej w Łodzi
- Jakub Waszczeniuk – pierwszy trębacz Sinfonii Varsovia oraz wykładowca UMFC w Warszawie
- Aleksander Kobus – pierwszy trębacz NFM we Wrocławiu oraz adiunkt w Akademii Muzycznej we Wrocławiu
- Piotr Bugaj – solista NFM we Wrocławiu oraz adiunkt w Akademii Muzycznej w tym mieście
- Paweł Spychała – solista NFM we Wrocławiu
- Damian Marat – solista
- Paweł Tuliński – pierwszy trębacz Filharmonii Wałbrzyskiej.

Był promotorem w wielu przewodach doktoranckich oraz wielokrotnie recenzentem w przewodach doktoranckich, habilitacji oraz w postępowaniach profesorskich. Wielokrotnie uczestniczył jako wykładowca
w międzynarodowych mistrzowskich kursach trąbkowych w kraju i za granicą oraz w pracach jury na ogólnopolskich i międzynarodowych konkursach, w tym w Moskwie, Enschede, Rydze, Mińsku, Starej Zagorze, Ochrydzie i innych. Na sympozjach i seminariach wygłosił szereg wykładów dotyczących dydaktyki i wykonawstwa trąbkowego. Jest autorem kilku publikacji naukowych.

## Kariera solistyczna
W trakcie swojej kariery, Igor Cecocho koncertował z polskimi orkiestrami symfonicznymi takimi jak: Sinfonia Varsovia, Filharmonia Krakowska, Filharmonia Wrocławska, Filharmonia Gdańska, Orkiestra Polskiego Radia “Amadeus”, Orkiestra Kameralna “Capella Bydgostiensis”, Orkiestra Kameralna “Leopoldinum”. Za granicą występował z Orkiestrą Symfoniczną Opery Narodowej w Zagrzebiu w Chorwacji, Orkiestrą Kameralną “Wirtuozi Lwowa”, Orkiestrą Symfoniczną Opery Narodowej w Starej Zagorze w Bułgarii, Orkiestrą Symfoniczną Opery Narodowej Ułan-Bator w Mongolii, Orkiestrą Reprezentacyjną Obrony Narodowej Chorwacji. Współpracował z następującymi dyrygentami: Jerzy Maksymiuk, Robert Satanowski, Marek Pijarowski, Jerzy Salwarowski, Tadeusz, Wojciechowski, Reinhard Seehafer (Niemcy), Larry Livingston (USA), Martin Hardy (Anglia), Nikolai Dyadiura (Ukraina).

## Działalność kameralna i orkiestrowa
W ramach wykonawstwa w nurcie historycznym artysta współpracował z zespołami takimi jak: Orkiestra Barokowa Warszawskiej Opery Kameralnej, “Concerto Polacco”, Dolnośląska Orkiestra Barokowa, Orkiestra Liryczna oraz Musica Florea z Pragi. Jego kreacje partii solowych w dziełach Bacha i Haendla cieszyły się uznaniem słuchaczy w Polsce i za granicą. Dokonał szeregu nagrań płytowych muzyki kompozytorów polskich. Igor Cecocho jest prekursorem gry na historycznej trąbce w Polsce i przyczynił się do rozwoju wykonawstwa na tym instrumencie w kraju.
Ważną częścią dorobku prof. Igora Cecocho jest działalność zespołu trębaczy
“Wratislavia Trumpet Consort”, którego był pomysłodawcą oraz założycielem. W skład tej grupy wchodzą jego utalentowani studenci i absolwenci. Zespół koncertuje z użyciem współczesnego, jak i historycznego instrumentarium. W ich repertuarze znajdują się dzieła kompozytorów z różnych epok oraz autorskie aranżacje i utwory napisane specjalnie z myślą o tym składzie.
Spośród innych projektów kameralnych należy wymienić długoletnią współpracę artysty z prof. Andrzejem Chorosińskim oraz z kwartetem „Prima Vista”. Występy ze świetnym organistą pozwalały na odnajdywanie nowych możliwości kolorystycznych instrumentu, natomiast koncerty z kwartetem Prima Vista poprzez współudział innych wybitnych solistów: Marty Boberskiej i Władysława Kłosiewicza były niezwykłą okazją do wymiany doświadczeń.
Jeżeli chodzi o działalność orkiestrową Igor Cecocho rozpoczął ją już w 1977 roku będąc na drugim roku studiów. Pierwszą pracą była Orkiestra Symfoniczna Białoruskiego Radia i telewizji. Następnie objął posadę pierwszego trębacza- solisty w Symfonicznej Orkiestrze Teatru Wielkiego w Mińsku w 1979 roku. W orkiestrze tej sprawował funkcję kierownika sekcji trąbek. Po przeprowadzce do Polski objął stanowisko pierwszego trębacza-solisty w Filharmonii Wrocławskiej, gdzie pracował od 1992 roku do 2006.

## Dyskografia
Profesor Igor Cecocho ma w swoim dorobku dwie płyty autorskie, które powstały według jego pomysłu oraz kilka albumów, w których występuje w roli solisty. Płyta “Monarca Della Tromba” wydana przez wydawnictwo DUX powstała w 2010 roku. Nagrana została we współpracy z Wrocławską Filharmonią. Artyście towarzyszy prowadzona przez Jarosława Pietrzaka Orkiestra Kameralna Filharmonii Wrocławskiej, a partię basso continuo wykonuje Jan Tomasz Adamus.
Kolejnym autorskim wydawnictwem płytowym jest powstały w 2018 roku album
zawierający transkrypcje utworów J. S. Bacha na trąbkę i organy wydawnictwa DUX, a realizatorem nagrania była Małgorzata Polańska. Igor Cecocho i Piotr Rojek sięgnęli po ulubione dzieła J. S. Bacha i wiele z nagranych kompozycji zostało przez wykonawców na nowo opracowanych.
Dodatkowymi istotnymi albumami w dorobku Igora Cecocho są:
- “Panufnik Homage to Polish Music” (Naxos 2006), na której znajduje się nagranie “Concerto in Modo Antico” na trąbkę i orkiestrę (artyście towarzyszy orkiestra Sinfonia Varsovia pod dyrekcją Mariusza Smolija)
- „o. Damian Stachowicz – Opera Omnia” (PMC 2003), zawierający nagranie arii „Veni Consolator” na sopran i trąbkę (partię sopranu wykonuje Marta Boberska, artystom towarzyszy zespół Musicae Antiquae Collegium Varsoviense pod kierownictwem Liliany Stwarz)
- Seria albumów „Jasnogórska muzyka dawna – Musica Claromontana” (Musicon), w składzie zespołu solistów Kapeli Jasnogórskiej[3]

| Album                         | Utwory |
| ----------------------------- | --- |
| Monarca Della Tromba          | - H. Purcell – Sonata per tromba e orchestra d’archi - A. Corelli – Concerto grosso Nr 4 D-dur op. 6 - G. Ph. Telemann – Koncert D-dur na trąbkę, smyczki i basso continuo - G. Ph. Telemann – Sonata D-rut na trąbkę, smyczki i basso continuo - G. Torelli – Sonata a cinque na trąbkę, smyczki i basso continuo - A. Corelli – Concerto grosso nr 5 D-dur op.6 - G. F. Haendel – Suita D-dur na trąbkę, smyczki i basso continuo                                                                              |
| J. S. Bach na trąbkę i organy | - Arioso (Sinfonia) z Kantaty - Preludium nr 12 f-moll - Preludium nr 17 As-dur - Nun komm, der Heiden Heiland BMV 659 - Preludium nr 9 E-dur - Ich Ruf Zu Dir, Herr Jesus Christ BMV 639 - Jesus, Meine Freude BMV 610 (Orgelbüchlein) - Herr Jesu Christ, Dich Zu Uns Wend BMV 709 - Toccata i Fuga d-moll - Herzlich Tut Mich Verlangen BMV 727 - An Wasserflüssen Babylon BMV 653b - Preludium d-moll - Wachet Auf, Ruft Uns die Stimme BMV 645 (Schubler) - Preludium nr 8 es-moll - Preludium nr 22 b-moll |